# Second Sparkle
『Second Sparkle』（セカンド・スパークル）は、Liella!のアルバム。同グループの2枚目のアルバムとして、2023年3月15日にLantisから発売された。

## 背景
前作『What a Wonderful Dream!!』以来1年ぶりとなるアルバムで、2期生として加入した桜小路きな子（鈴原希実）、米女メイ（薮島朱音）、若菜四季（大熊和奏）、鬼塚夏美（絵森彩）の4人が参加した初の作品となり、テレビアニメ『ラブライブ！スーパースター!!』のオープニングテーマである「WE WILL!!」と、エンディングテーマの「追いかける夢の先で」をはじめ、デビューシングル「始まりは君の空」のカップリング曲（私を叶える物語盤）である「私のSymphony」の9人バージョン「私のSymphony 〜2022Ver.〜」に、各メンバーのソロ新曲9曲と全メンバーによる新曲1曲の全13曲を収録している。

## 音楽性
「星屑クルージング」は、テレビアニメ『ラブライブ！スーパースター!!』（第3期）第5話の挿入歌に「星屑クルージング 〜上海Ver.〜」として中国語訳バージョンが使われており、宮川依恋が中国語訳詞を担当した。

## アートワーク
| 上段 | 嵐千砂都、唐可可、桜小路きな子、葉月恋 |
| 中段 | 平安名すみれ、澁谷かのん、若菜四季     |
| 下段 | 鬼塚夏美、米女メイ、                   |

| 上段 | 岬なこ、Liyuu、鈴原希実、青山なぎさ |
| 中段 | ペイトン尚未、伊達さゆり、大熊和奏  |
| 下段 | 絵森彩、薮島朱音                    |

## 楽曲の披露

### テレビ番組
| 放送日        | 番組名                       | 放送局     | 披露曲             | 備考        | 出典  |
| ------------- | ---------------------------- | ---------- | ------------------ | ----------- | ----- |
| 2023年4月22日 | 『Venue101』                 | NHK総合    | 「Second Sparkle」 |             | [ 8 ] |
| 2025年4月25日 | 『Liella!のちゅーとりえら!』 | 日本テレビ | 「Second Sparkle」 | 第4回で披露 | [ 9 ] |

## リリース
2023年3月15日にLantisから、前作同様、描き下ろしイラストジャケットの「オリジナル盤」と、キャスト撮り下ろしジャケットの「フォト盤」の2形態でリリースされた。
初回生産特典として、『ラブライブ！スーパースター!! イベントB チケット最速先行抽選申込券』と、Liella!カード（全10種）がランダムで1枚封入されている。

## チャート成績
2023年3月27日付のオリコン週間アルバムランキングでは3位にランクインした。
2023年3月22日付のBillboard JAPAN Top AlbumsとBillboard Japan Hot Albumsでは4位にランクインした。

## 収録曲
| 全作詞: 宮嶋淳子（#13のみ畑亜貴）。 |                                                      |                              |                               |                                              |      |
| #                                   | タイトル                                             | 作詞                         | 作曲                          | 編曲                                         | 時間 |
| 1.                                  | 「WE WILL!!」(Liella!)                               | 宮嶋淳子 （#13のみ 畑亜貴 ） | Motokiyo                      | 山下洋介                                     | 3:36 |
| 2.                                  | 「Second Sparkle」(Liella!)                          | 宮嶋淳子 （#13のみ 畑亜貴 ） | めんま                        | 水野谷怜                                     | 3:25 |
| 3.                                  | 「ビギナーズRock!!」(桜小路きな子（鈴原希実）)       | 宮嶋淳子 （#13のみ 畑亜貴 ） | 野崎心平                      | 野崎心平                                     | 3:14 |
| 4.                                  | 「ミッドナイトラプソディ」(葉月恋（青山なぎさ）)     | 宮嶋淳子 （#13のみ 畑亜貴 ） | 山田智和                      | - 住谷翔平 - 管編曲: 井上泰久                | 3:50 |
| 5.                                  | 「星屑クルージング」(唐可可（Liyuu）)                | 宮嶋淳子 （#13のみ 畑亜貴 ） | 小幡康裕                      | 小幡康裕                                     | 3:54 |
| 6.                                  | 「君を想う花になる」(嵐千砂都（岬なこ）)             | 宮嶋淳子 （#13のみ 畑亜貴 ） | 石黑剛 常楽寺澪               | 石黑剛                                       | 3:35 |
| 7.                                  | 「茜心」(米女メイ（薮島朱音）)                       | 宮嶋淳子 （#13のみ 畑亜貴 ） | めんま                        | めんま                                       | 3:44 |
| 8.                                  | 「ガラスボールリジェクション」(若菜四季（大熊和奏）) | 宮嶋淳子 （#13のみ 畑亜貴 ） | めんま                        | Eunsol(1008)                                 | 3:17 |
| 9.                                  | 「Eyeをちょうだい」(鬼塚夏美（絵森彩）)              | 宮嶋淳子 （#13のみ 畑亜貴 ） | 中嶋純子                      | - 中嶋純子 - 管編曲: 森悠也                  | 3:34 |
| 10.                                 | 「Starry Prayer」(平安名すみれ（ペイトン尚未）)      | 宮嶋淳子 （#13のみ 畑亜貴 ） | JunPayer                      | - JunPayer - 弦編曲: 吉岡竜汰                | 4:08 |
| 11.                                 | 「Free Flight」(澁谷かのん（伊達さゆり）)            | 宮嶋淳子 （#13のみ 畑亜貴 ） | INFX Nurhadaina Binte Ariffin | INFX 家原正樹                                | 3:30 |
| 12.                                 | 「私のSymphony 〜2022Ver.〜」(Liella!)               | 宮嶋淳子 （#13のみ 畑亜貴 ） | 高木誠司 高慶“CO-K”卓史       | - 高慶“CO-K”卓史 - 弦管編曲: 兼松衆          | 3:57 |
| 13.                                 | 「追いかける夢の先で」(Liella!)                      | 宮嶋淳子 （#13のみ 畑亜貴 ） | 石黑剛 常楽寺澪               | - 久保田真悟 (Jazzin' park) - 弦編曲: 兼松衆 | 3:44 |
| 合計時間:                           | 合計時間:                                            | 合計時間:                    | 合計時間:                     | 47:28                                        |      |

## 参加ミュージシャン
| WE WILL!! - Guitar : 佐々木“コジロー”貴之 - Bass : 二家本亮介 - Drums : 玉田豊夢 - Programming & All Other Instruments : 山下洋介 - Vocal Recording Direction : 高木誠司 - Treatment : 諏訪桂輔 Second Sparkle - Strings : 室屋光一郎ストリングス - Guitar : 佐々木“コジロー”貴之 - Bass : 二家本亮介 - Drums : 坂本暁良 - Piano : 和久井沙良 - Programming & All Other Instruments : 水野谷怜 (Arte Refact) - Vocal Recording Direction : 高木誠司 - Treatment : 森元一貴 (バンダイナムコミュージックライブ) ビギナーズRock!! - Guitar : 渡辺裕太 - Bass : さと - Drums : 坂本暁良 - Piamo : coba84 - Programming & All Other Instruments : 野崎心平 (AST ARTS) - Treatment : 野崎心平 ミッドナイトラプソディ - Guitar : 佐々木“コジロー”貴之 - Bass : さと - Drums : 坂本暁良 - Piamo : coba84 - Trumpet : 村上基 - Alto Sax : 井上泰久 - Programming & All Other Instruments : 住谷翔平 (Melonest) - Treatment : 鈴木健太 星屑クルージング - Guitar : 渡辺裕太 - Bass : 山口寛雄 - Drums : 玉田豊夢 - Programming & All Other Instruments : 小幡康裕 - Vocal Recording Direction : 藤本記子 - Treatment : 岡本慎太郎 君を想う花になる - Strings : 室屋光一郎ストリングス - Guitar : 渡辺裕太 - Programming & All Other Instruments : 石黑剛 - Treatment : 鈴木健太 | 茜心 - Guitar : 渡辺裕太 - Bass : 山口寛雄 - Drums : 玉田豊夢 - Programming & All Other Instruments : めんま - Treatment : 鈴木健太 ガラスボールリジェクション - Programming & All Instruments : Eunsol(1008) - Vocal Recording Direction : 藤本記子 - Treatment : 鈴木健太 Eyeをちょうだい - Guitar : 佐々木“コジロー”貴之 - Bass : さと - Drums : 坂本暁良 - Piamo : coba84 - Programming & All Other Instruments : 中嶋純子 - Treatment : 森元一貴 (バンダイナムコミュージックライブ) Starry Prayer - Strings : 室屋光一郎ストリングス - Guitar : 佐々木“コジロー”貴之 - Bass : さと - Drums : 坂本暁良 - Programming & All Other Instruments : JunPayer - Vocal Recording Direction : 藤本記子 - Treatment : 小林紗彩 Free Flight - A.Guitar : 渡辺裕太 - E.Guitar : 家原正樹 - Bass : さと - Programming & All Other Instruments : INFX, 家原正樹 - Treatment : 森元一貴 (バンダイナムコミュージックライブ) 私のSymphony 〜2022Ver.〜 - Strings : 室屋光一郎ストリングス - Bass : 二家本亮介 - Drums : 玉田豊夢 - Trumpet : 吉澤達彦 - Trombone : 半田信英 - Guitar, Programming & All Other Instruments : 高慶“CO-K”卓史 - Treatment : 諏訪桂輔, 鈴木健太 追いかける夢の先で - Strings : 室屋光一郎ストリングス - Piano : 兼松衆 - Bass : 二家本亮介 - Programming & All Other Instruments : 久保田真悟 (Jazzin' park) - Vocal Recording Direction : 高木誠司 - Treatment : 諏訪桂輔 |

## タイアップ
| #  | 曲名                   | タイアップ                                                         |
| -- | ---------------------- | ------------------------------------------------------------------ |
| 1  | 「WE WILL!!」          | テレビアニメ『ラブライブ!スーパースター!!』第2期オープニングテーマ |
| 13 | 「追いかける夢の先で」 | テレビアニメ『ラブライブ!スーパースター!!』第2期エンディングテーマ |

### ユニットメンバー
1. 1 2 3 4 5 6 7  澁谷かのん（伊達さゆり）、唐可可（Liyuu）、嵐千砂都（岬なこ）、平安名すみれ（ペイトン尚未）、葉月恋（青山なぎさ）、桜小路きな子（鈴原希実）、米女メイ（薮島朱音）、若菜四季（大熊和奏）、鬼塚夏美（絵森彩）